# Dark Sky Paradise
Dark Sky Paradise is het derde studioalbum van de Amerikaanse rapper Big Sean. Het album is 24 februari 2015 uitgebracht onder Kanye Wests GOOD Music en Def Jam Recordings. Er staan gastoptredens van PartyNextDoor, Drake, Jhené Aiko, E-40, Kanye West, Lil Wayne, Chris Brown, Ty$, John Legend en Ariana Grande op het album. DJ Mustard, Boi-1da, DJ Dahi en Vinylz zijn bekend als producenten.

## Albumcover
De albumcover toont het silhouet van Big Sean achter een beslagen ruit. De foto is genomen in zwart-wit. De enige informatie die de cover geeft is het "Parental Advisory" logo. 

## Singles
De eerste single van het album is "I Don't Fuck With You" (met E-40), welke op 19 september 2014 werd uitgebracht. Op 29 januari 2015 bracht Big Sean een single uit met Drake en Kanye West, "Blessings" genaamd. Op 17 februari bracht Sean de volgende twee singles van het album uit. De eerste draagt de naam "One Man Can Change The World". Op deze plaat zijn ook Kanye West en John Legend te horen. Later op deze dag kwam ook de volgende single uit. Deze was getiteld "Win Some, Lose Some", en bevatte achtergrondvocalen van Jhené Aiko.

## Tracklist
| Nr. | Titel                                                        | Duur |
| --- | ------------------------------------------------------------ | ---- |
| 1.  | Dark Sky (Skyscrapers)                                       | 2:58 |
| 2.  | Blessings (met Drake)                                        | 4:12 |
| 3.  | All Your Fault (met Kanye West)                              | 3:44 |
| 4.  | I Don't Fuck With You (met E-40)                             | 4:44 |
| 5.  | Play No Games                                                | 3:36 |
| 6.  | Paradise (Extended)                                          | 3:35 |
| 7.  | Win Some, Lose Some                                          | 5:04 |
| 8.  | Stay Down                                                    | 4:10 |
| 9.  | I Know (met Jhené Aiko)                                      | 5:19 |
| 10. | Deep (met Lil Wayne)                                         | 4:35 |
| 11. | One Man Can Change the World (met Kanye West en John Legend) | 4:14 |
| 12. | Outro                                                        | 3:45 |

| Nr. | Titel                          | Duur |
| --- | ------------------------------ | ---- |
| 13. | Deserve It (met PartyNextDoor) | 4:21 |
| 14. | Research (met Ariana Grande)   | 3:50 |
| 15. | Platinum and Wood              | 2:43 |